# Wendelstein 7-X

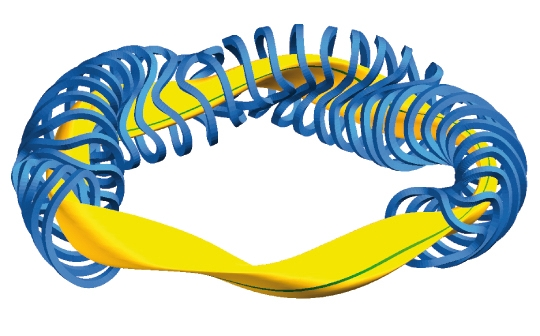
Schéma stelarátoru - systém cívek (modrá), plazma (žlutá), magnetická siločára na povrchu plazmatu (zelená).

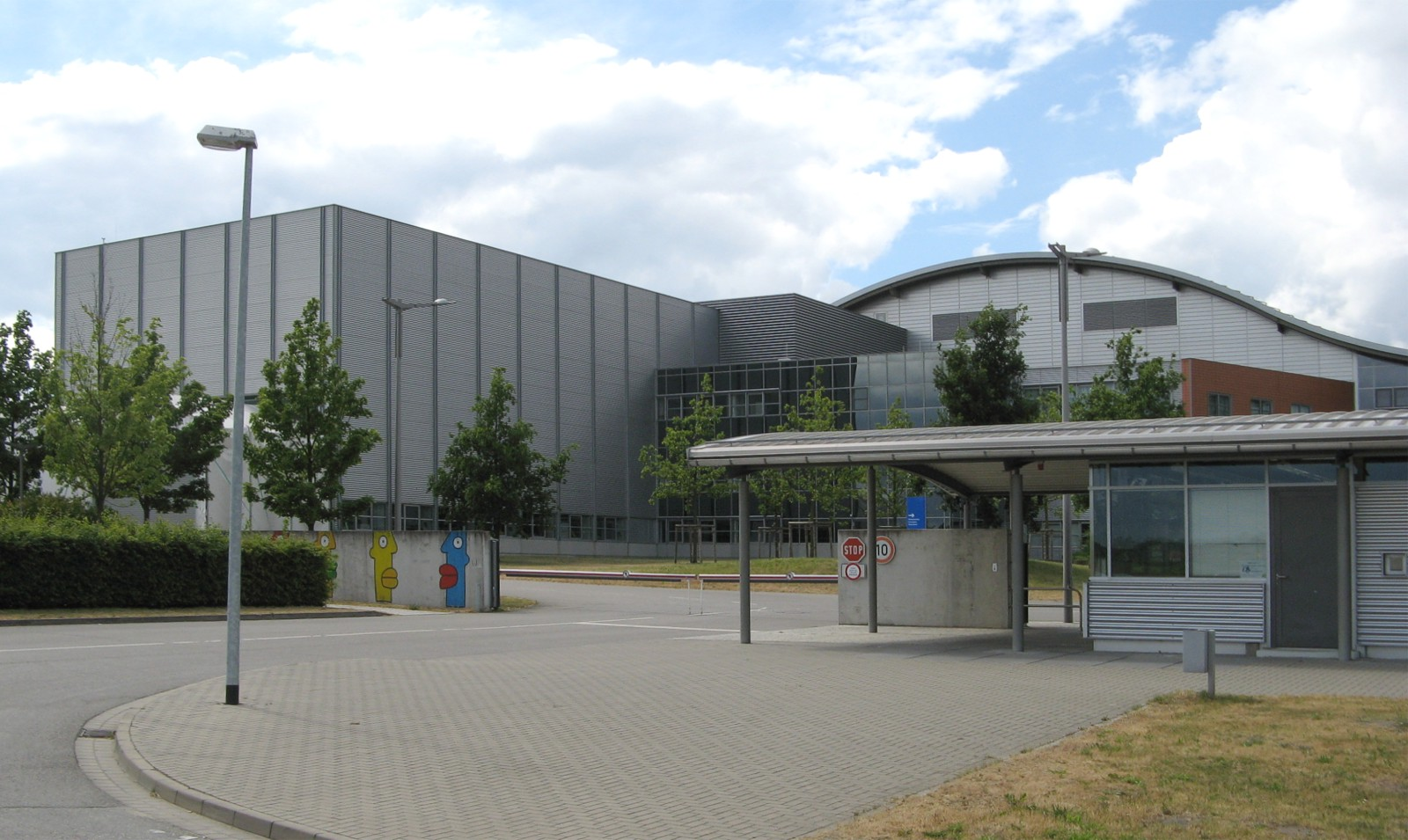
Wendelstein 7-X - Výzkumný komplex v Greifswaldu v Německu.

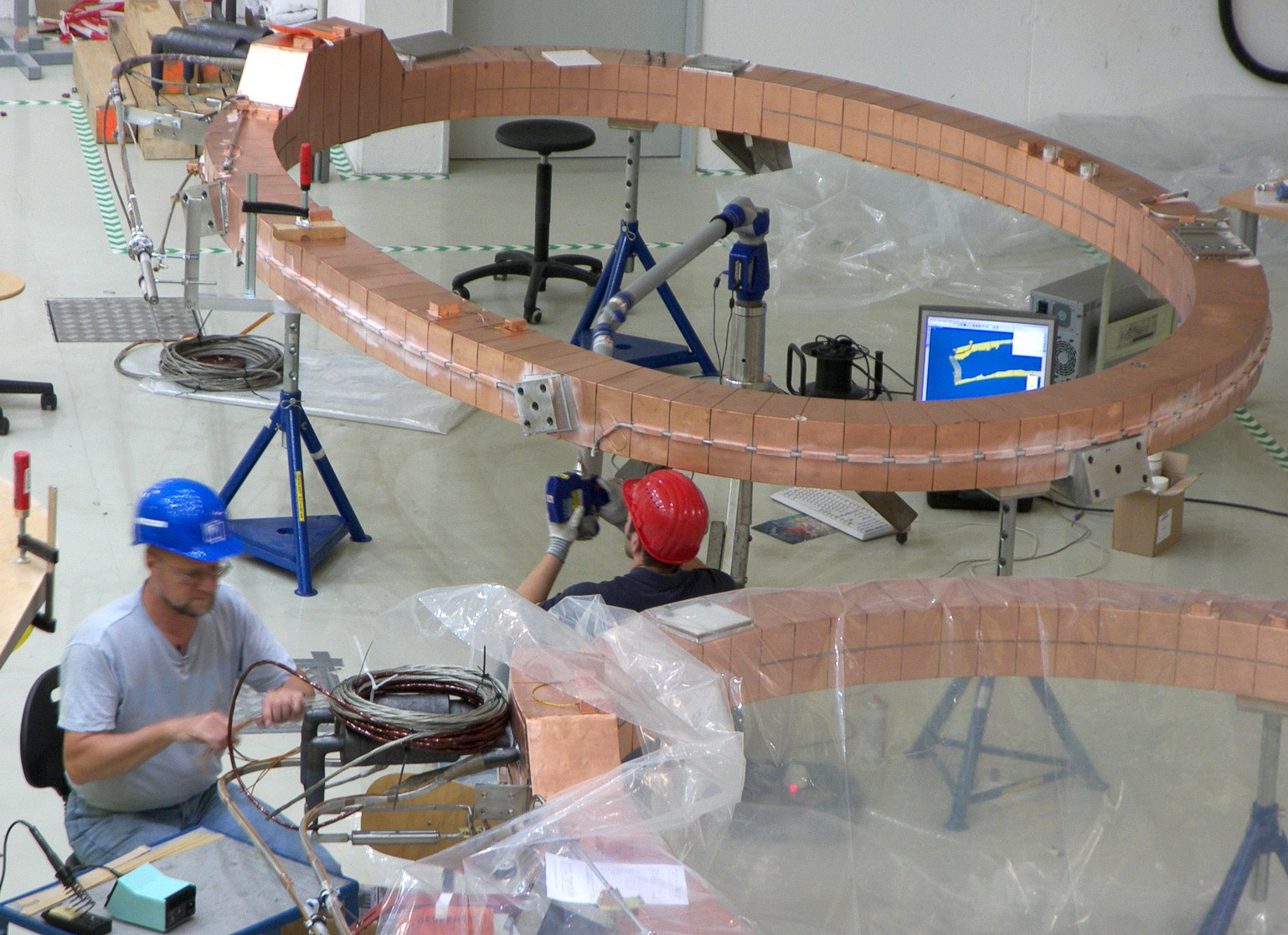
Instalace napájení pro supravodivé rovinné cívky

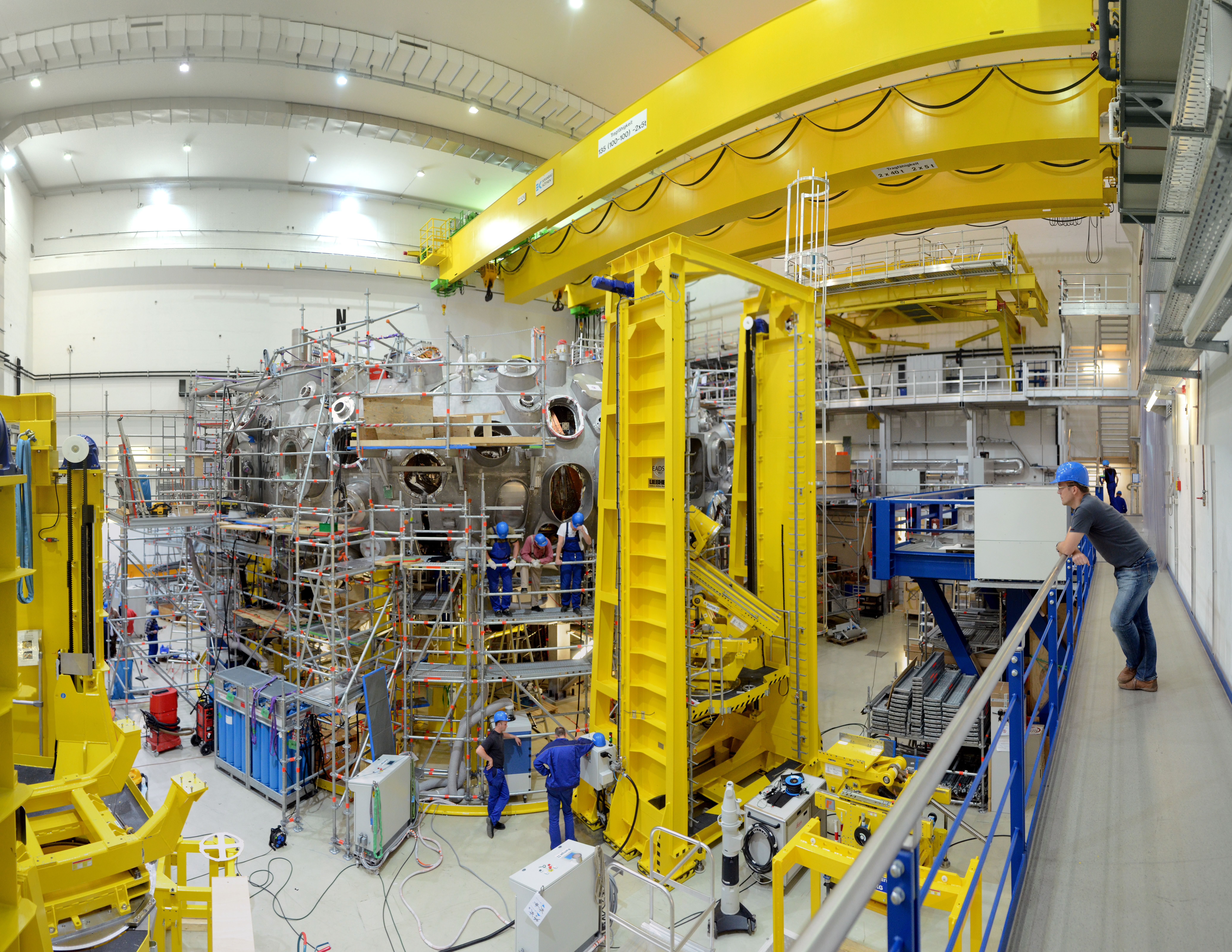
Konstrukce v červnu 2012.

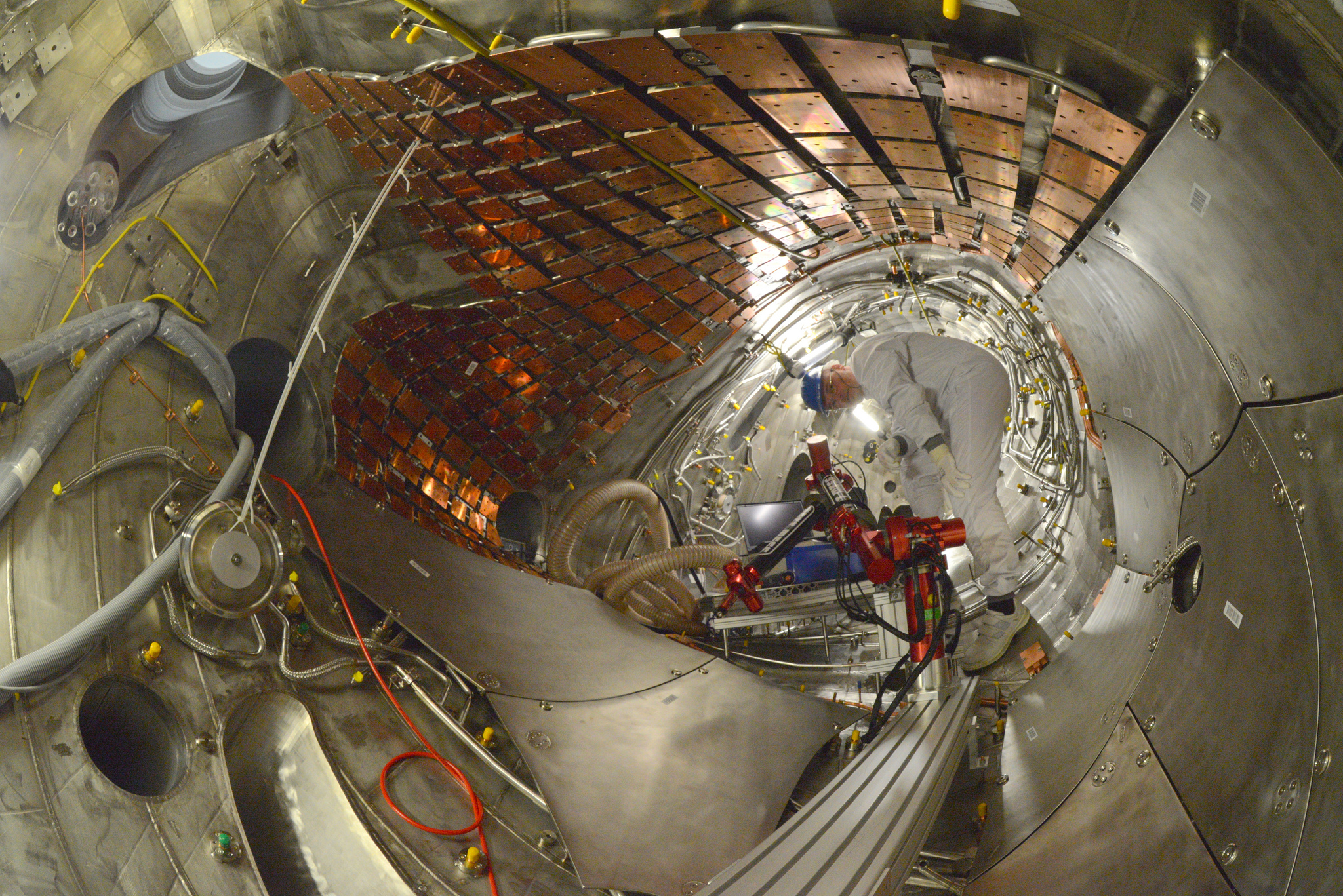
Pohled do vakuové nádoby stelarátoru. Na obrázku jsou vidět ocelové pláty vakuové nádoby a měděné chladiče, kterými protéká chladicí voda. Ty budou následně pokryty grafitem.

Wendelstein 7-X je největší experimentální fúzní reaktor typu stelarátor. Nachází se v městě Greifswald v Německu a provozuje ho Ústav fyziky plazmatu Maxe Plancka. Je v provozu od roku 2015. Zařízení má za účel výzkum a vývoj technologií stelarátorů. Hlavním cílem je dosáhnout fúzní reakce trvající alespoň 30 min. při teplotě plazmatu 100 miliónů K a tím demonstrovat schopnost kontinuálního provozu stelarátorů (na rozdíl od tokamaků, které mohou dosáhnout kontinuálního provozu pouze v případě neinduktivního generování elektrického proudu v plazmatu). Tento experimentální reaktor není určen k výrobě elektrické energie. Vývoj reaktoru Wendelstein 7-X probíhal na základě zkušeností se stelarátorem Wendelstein 7-AS.
Projekt byl pojmenován po německé hoře Wendelstein v Bavorsku.

## Konstrukce a hlavní komponenty
Wendelstein 7-X má 5 os symetrie a skládá se z pěti přibližně stejných modulů. Tvar je podobný toroidu. Plazma se v komoře udržuje pomocí magnetického pole generovaného dvaceti rovinnými a padesáti nakroucenými supravodivými cívkami, aniž by došlo k významnější interakci horkého plazmatu se stěnou vakuové nádoby. Nakroucené cívky jsou používány k přesnému tvarování magnetického pole. Cívky jsou konstruovány pro dosažení hustoty plazmatu 3×1020 částic na metr krychlový a teploty plazmatu až 130 miliónů K.
Hlavními komponenty jsou magnetické cívky, vakuová nádoba, systémy chlazení, kryostat, divertor a systémy pro ohřev plazmatu.
Supravodivé cívky (NbTi) jsou chlazeny kapalným heliem na teplotu maximálně 4 K. Při takto nízké teplotě je elektrický odpor supravodiče prakticky nulový. Díky proudu o velikosti 12.8 kA protékající cívkami se pro udržení plazmatu v komoře generuje magnetické pole o velikosti až 3 T. Kvůli zabránění ohřátí cívek jsou instalovány tepelné štíty (zabránění přenosu tepla radiací) a celé zařízení je v kryostatu, který udržuje nízkou hodnotu tlaku - vytváří vakuum (zabránění přenosu tepla kondukcí).
Ve vakuové nádobě je magnetickým polem spoutáno plazma. Jak název napovídá, je v této části zařízení udržován velmi nízký tlak (vakuum) všech látek kromě paliva, aby plazma nebylo znečišťováno a ochlazováno. Nádoba tvarem kopíruje tvar plazmatu a má 254 otvorů pro diagnostiku a pro ohřev plazmatu. I když stěna vakuové nádoby s horkým plazmatem v podstatě neinteraguje, je i tak zatížena vysokými tepelnými toky a její první stěna musí být vyrobena z tepelně odolných materiálů.
Ohřev plazmatu probíhá pomocí elektromagnetických vln o rezonanční frekvenci buď elektronů, nebo iontů a pomocí vstřelování svazků neutrálních atomů.
Divertor hraje zásadní roli v odvodu odpadních produktů fúzní reakce, díky čemuž se udržuje plazma čisté.

## Historie projektu
Financování projektu z německého rozpočtu bylo oficiálně schváleno v roce 1994 v Greifswaldu. Budova pro stelarátor byla dokončena v roce 2000. Hlavní fáze konstrukcí skončila v roce 2014. První experiment s heliovým plazmatem se uskutečnil v prosinci roku 2015. Jeho cílem bylo především vyčištění vakuové nádoby. Dále také proběhly testy systémů ohřevu a diagnostiky. V roce 2016 se slavnostně konal za přítomnosti německé kancléřky Angely Merkelové první experiment s vodíkovým palivem.
První série experimentů probíhala od prosince 2015 do března roku 2016. Nejprve s heliovým plynem a následně s vodíkovým plynem. Palivo se v reaktoru nacházelo o poměrně vysoké teplotě (10 miliónů K), ale při velmi nízké hustotě, aby se zabránilo poškození vakuové nádoby. V této fázi se testovala především správná funkce supravodivých cívek a diagnostiky. Po skončení této série se do vakuové nádoby instalovaly grafitové bloky pro ochranu ostatních komponent a divertor pro odvod odpadních produktů fúzní reakce.
Druhá fáze experimentů probíhala v letech 2017 a 2018 a měla za účel ověřit správnou funkci divertoru a první stěny. Experimenty jejich správnou funkci prokázaly, a proto se mohlo přistoupit k ověření numerických predikcí chování plazmatu o vyšších parametrech. Délka nejdelšího výboje byla v této fázi 100 s. Protože výsledky byly v souladu s předpověďmi a prokázal se pozitivní vliv divertoru, druhá fáze experimentů skončila úspěchem. Pokusy byly dočasně zastaveny a začalo se s dalším vylepšením zařízení. Jedná se především o výměnu nechlazených divertorových bloků, které jsou v zařízení nejvíce zatížené tepelným tokem, za vodou chlazené divertorové bloky. Tato úprava by měla umožnit dosáhnout v další fázi experimentů cíle reaktoru Wendelstein 7 -X, a to výboj trvající 30 min. při teplotě plazmatu 100 miliónů K.
Spuštění další série experimentů je naplánované na rok 2022.

### Časová osa
| Datum              | Událost                              |
| ------------------ | ------------------------------------ |
| 1980               | Zahájení plánování                   |
| 1994               | Zahájení projektu                    |
| 2005               | Zahájení konstrukce                  |
| 2014               | Inaugurace                           |
| Prosinec 2015      | Začátek první fáze experimentů       |
| 2015               | První heliové plazma po dobu 0,1 s   |
| 2016               | První vodíkové plazma po dobu 0,25 s |
| Březen 2016        | Konec první fáze experimentů         |
| Červen 2017        | Začátek druhé fáze experimentů       |
| Listopad 2018      | Konec druhé fáze experimentů         |
| ~ 2022 (plánováno) | Začátek třetí fáze experimentů       |

## Financování
Projekt Wendelstein 7 -X financuje z 80 % Německo a z 20 % Evropská unie. 90 % německých prostředků poskytuje federální vláda a zbylých 10 % spolkový stát Meklenbursko-Přední Pomořansko.
Mezi roky 1997 a 2014 byla celková cena projektu 1,06 miliard €, což přesáhlo původní odhady, a to zejména kvůli výraznému prodloužení vývoje v začátcích projektu.
V roce 2011 prezident společnosti Maxe Plancka oznámil, že se Spojené státy americké budou podílet na financování projektu částkou 7,5 miliony $ v rámci programu ministerstva energetiky Spojených států "Inovativní řešení ve fúzním výzkumu".

## Spolupracující instituce

### EU
- FJFI ČVUT (ČR)
- Technická univerzita v Berlíně (Německo)
- Univerzita v Greifswaldu (Německo)
- Výzkumné centrum v Jülichu(Německo)
- Ústav technologie v Karlsruhe (Německo)
- Univerzita ve Stuttgartu (Německo)
- Physikalisch-Technische Bundesanstalt (Německo)
- Commissariat à l'énergie atomique et aux énergies alternatives (CEA; Francie)
- Centro de Investigaciones Energéticas, Medioambientales y Tecnológicas (CIEMAT; Španělsko)
- Ústav jaderné fyziky a národní centrum pro jaderný výzkum v Krakově (Polsko)
- Ústav fyziky plazmatu a laserové mikrofúze ve Varšavě (Polsko)
- Výzkumný ústav částicové a jaderné fyziky v rámci maďarské akademie věd (Maďarsko)
- Trilateral Euregio Cluster (Německo/Belgie/Nizozemsko)
- Dánská technická univerzita (DTU) (Dánsko)
- Eindhovenská univerzita technologie (Nizozemsko)

### USA
- Los Alamos National Laboratory
- Oak Ridge National Laboratory
- Princeton Plasma Physics Laboratory
- University of Wisconsin–Madison
- Massachusetts Institute of Technology
- Auburn University
- Xantho Technologies, LLC

### Japonsko
- Národní ústav pro fúzní vědu